# Arabische Union
Arabische Union (arabisch الاتحاد العربي, DMG al-Ittiḥād al-ʿarabī) ist
- ein Projekt des irakischen Premiers Nuri as-Said (1943) zur Vereinigung des Irak mit Großsyrien („Einheit des Fruchtbaren Halbmonds“)
- ein Projekt des syrischen Präsidenten Haschim al-Atassi (1949) zur Vereinigung Syriens mit dem Irak („Einheit des Euphrattals“)
- die wörtliche Entsprechung der zumeist als Arabische Föderation bezeichneten irakisch-jordanischen Konföderation von 1958
- der Vorschlag Libyens (1985) und Jemens (2003), die Arabische Liga in eine Union nach europäischem Vorbild umzuwandeln, siehe Libysch-Arabisch-Afrikanische Vereinigungsprojekte